# Semangumska pregrada
Semangumska pregrada ali Morski nasip Semangum (korejsko 새만금 방조제) na jugozahodni obali Korejskega polotoka je najdaljši umetni nasip na svetu, dolg 33 kilometrov. Poteka med dvema rtoma in ločuje Rumeno morje od nekdanjega estuarija Semangum. Semangum leži na ustju rek Dongdžin in Mangjong, na obali Džolabuk-do. To je južno od reke Geum. Sosednja okrožja vključujejo mesto Gunsan, okrožje Buan in mesto Gimje.
Zgrajen je bil za ponovno pridobitev zemljišč za kmetijstvo in urbano rabo, vključno z industrijsko rabo, 401 km2 estuarija pa naj bi se razvilo v umetno jezero (118 km2) in ponovno izkoriščena zemljišča (283 km2), ki bi zagotavljala skoraj 10 % celotne južnokorejske proizvodnje riža.
Pravijo, da gre za največjo melioracijo mokrišč na svetu, različne polemike, sodni postopki in komisije pa so deloma privedli do Zakona o ohranjanju mokrišč iz leta 1999 (spremenjenega leta 2014), ki naj bi preprečil prihodnjo izgubo mokrišč in pomagal pri njihovi obnovi.

## Zgodovina
Leta 1991 je južnokorejska vlada napovedala, da bo zgrajen nasip, ki bo povezal tri rte južno od južnokorejskega industrijskega pristaniškega mesta Gunsan, 270 kilometrov jugozahodno od Seula, s čimer bi ustvarili 400 kvadratnih kilometrov kmetijskih zemljišč in sladkovodni rezervoar. Od takrat je vlada za gradnjo nasipa porabila skoraj 2 bilijona vonov (1,75 milijarde USD), dodatnih 220 milijard vonov (192,32 milijona USD) je bilo predvidenih za okrepitev nasipa in nadaljnjih 1,31 bilijona vonov (1,15 milijarde USD) za preoblikovanje plimskih ravnic v obdelovalna zemljišča in rezervoar. Povprečna širina morskega nasipa/zemeljskega jezu je 290 metrov. Najširši del je 535 metrov, povprečna višina je 36 metrov, najvišji pa 54 metrov.
Gradnja morskega nasipa Semangum je sprožila polemike že od trenutka, ko je bila napovedana, saj so okoljske skupine protestirale proti vplivu nasipa na lokalno okolje. Izzivi na vrhovnem sodišču v letih 1999 in 2005 so privedli do začasnih zaustavitev izdelave, vendar projekta na koncu niso uspeli ustaviti. Večja gradnja je bila končana aprila 2006, morski nasip pa je bil 500 metrov daljši od Afsluitdijka v IJsselmeerju na Nizozemskem, ki je bil prej najdaljši morski nasip na svetu.
Po končani preostali manjši gradnji in pregledih je bil morski nasip 27. aprila 2010 uradno odprt za javnost. Takratni južnokorejski predsednik Lee Myung Bak je dejal, da bo Semangum »jedro in vrata industrijskega pasu zahodne obale Južne Koreje« in da je »še en naš napor za nizkoogljično in zeleno rast, skupaj s projektom štirih rek«. Istega dne je bila v Semangumu slovesnost, na kateri so sodelovali uradniki kabineta, politiki in delegati iz drugih držav.
Leta 2019 je bila načrtovana plavajoča sončna elektrarna z zmogljivostjo 2,1 GW z uporabo obalnega rezervoarja morskega nasipa Semangum.

## Vpliv na okolje
Ograjevanje estuarija in njegovega zaliva z nasipom je imelo velik vpliv na okolje. Uničilo je 401 kvadratnih kilometrov blatnih ravnic, ki so jih tisoči ptic selivk, ki so uporabljale vzhodnoazijsko-avstralazijsko selitveno pot, nekoč uporabljali kot postanek, preden so nadaljevale selitev proti jugu v Avstralazijo in je tako dejavnik velikega upada ptic.
Nasip je spremenil tako estuarijski plimski sistem znotraj nasipa kot obalno morsko okolje zunaj nasipa. Po dokončanju nasipa se je zaporedoma pojavljalo cvetenje alg, hipoksija in obalna erozija/odlaganje. Cvetenje alg se znotraj nasipa pojavlja skoraj vse leto in tudi ko so zapornice popolnoma odprte, se kakovost vode zaradi izgube hidrodinamične mešalne moči ne izboljša bistveno.
Pred letom 2006 je imel zelo pomembno vlogo kot življenjski prostor za ptice selivke. Približno 400.000 obalnih ptic je odvisnih od estuarija Saemangeum, poplavnega območja kot pomembnega območja za hranjenje na cca 24.000 km migracijskih poti med Azijo in Rusijo in Aljasko. Med njih spadata dve ogroženi obalni ptici (vsaka šteje manj od 1000 preživelih ptic). Okoljevarstvena organizacija je obtožila oblasti zaradi neuspelega nadzora nad vplivom projekta na lokalno favno na transparenten način in izvedla svoj neodvisen nadzor in monitoriranje v l. 2006.
Študija bentoških združb, ki jih obdaja nasip, in okoljskih dejavnikov, ki jih določajo (kjer sta bila leta 2005 izmerjena številčnost in biomasa različnih vrst medplimske favne), je imela za cilj zagotoviti izhodiščne podatke o »porazdeljenosti bentoške makrofavne za prihodnje spremljanje« in »prepoznati relativni pomen okoljskih spremenljivk, ki pojasnjujejo coniranje favne«. Ta študija je upala tudi, da bo podlaga za obnovo mokrišč. Kasnejše študije so dokumentirale okoljske spremembe skupaj s spremembami bentoške favne in ugotovile, da je plimovanje močno zmanjšalo število in gostoto vrst bentoške favne, da je bila močno prizadeta skupnost halofitov, da se je zmanjšal ulov školjk ter da je prišlo do povečanja organofosfornih in organoklorovodičnih pesticidov tako v morski vodi kot v usedlinah, sprememb v populacijah obalnih ptic in obsežne erozije v bližini odprtin nasipov.
Projekt Semangum velja za morda najslabši primer obsežnega projekta melioracije plimovanja, ki »neizogibno uničuje naravni in produktivni ekosistem plimovanja«.

## V popularni kulturi
Desetletja dolg boj državljanov proti projektu je Hwang Yin prikazala v svojem dokumentarcu Sura: ljubezenska pesem iz leta 2022.
2. Avgusta, leta 2010 je bil Semangum certificiran s strani Guinnessove knjige rekordov kot najdaljša morska pregrada na svetu, ki je bila narejena s človeško roko.